# Тонгул
Тонгу́л (рос. Тонгул) — присілок у складі Маріїнського округу Кемеровської області, Росія.

## Населення
Населення — 1 особа (2010; 50 у 2002).
Національний склад (станом на 2002 рік):
- росіяни — 86 %